# Pillen en poeders
Pillen en poeders is een Nederlandstalig liedje van de Belgische zanger Jan De Wilde uit 1977.
Op de B-kant van de gelijknamige single stond het nummer Maladie melodie van André Bialek.

## Meewerkende artiesten
- Jan De Wilde (gitaar, zang)